# Kyriakos Kaziras
Kyriakos Kaziras, né en 1966 en Grèce, est un photographe animalier franco-grec.

## Publications
- Animal emotion, 2012
- African lights, 2015
- Arctic emotion, 2015
- Face à face, Kaziphoto, 2016
- White Dream, Kaziphoto, 2015
- Elephant Dream, Kaziphoto, 2016
- Mémoires d'éléphant, 2017
- Twin cities, 2018
- Arktos, Kaziphoto, 2019